# ۴-کلرو-او-تولوئیدین
۴-کلرو-او-تولوئیدین (به انگلیسی: 4-Chloro-o-toluidine) یک ترکیب شیمیایی با شناسه پاب‌کم ۷۲۵۱ است. 